# MicroPython
MicroPython è un'implementazione software del linguaggio di programmazione Python 3, scritto in C, ottimizzato per l'esecuzione su un microcontrollore.  MicroPython è un compilatore Python completo e runtime che gira sull'hardware del microcontrollore. All'utente viene presentato un prompt interattivo (REPL) per eseguire immediatamente i comandi supportati. Sono incluse una selezione di librerie Python di base, MicroPython include moduli che consentono al programmatore di accedere all'hardware di basso livello. 
MicroPython, è stato originariamente creato dal programmatore e fisico australiano Damien George, dopo una campagna sostenuta su Kickstarter nel 2013. Mentre la campagna Kickstarter originale ha rilasciato MicroPython con un microcontrollore pyboard, MicroPython supporta un certo numero di architetture basate su ARM. Da allora MicroPython è stato eseguito su hardware Arduino,  ESP8266, ESP32, STM32,  e Internet of things .
Nel 2016 è stata creata una versione di MicroPython per la BBC Micro Bit  come parte del contributo della Python Software Foundation alla partnership Micro Bit con la BBC.
Probabilmente l'IDE di sviluppo più diffuso è Thonny soprattutto per la sua facilità di utilizzo, ma vi sono degli IDE sicuramente più potenti ed affidabili come PyCharm.
Il codice sorgente del progetto può essere trovato su GitHub.